# Новые Пинеры
Но́вые Пине́ры (чув. Ҫӗнӗ Пинер) — деревня в Канашском районе Чувашской Республики. Входит в состав Шибылгинского сельского поселения.

## География
Находится в центральной части Чувашии, на расстоянии приблизительно 10 км по прямой на север от районного центра города Канаш на левобережье реки Малый Цивиль.

## История
Известна с 1795 года, когда здесь было 30 дворов и 220 жителей. В 1858 году было учтено 38 дворов и 317 жителей, в 1897—387 жителей, 1926 — 86 дворов, 420 жителей, в 1939—491 житель, в 1979—269. В 2002 году было 71 двор, в 2010 — 53 домохозяйства. В 1931 был образован колхоз «Пинер», в 2010 году действовало ООО «Пинер».

## Население
Постоянное население составляло 159 человека (чуваши 98 %) в 2002 году, 130 в 2010.